# Saddam Kamel

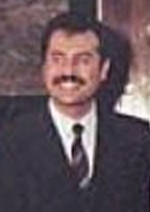
Saddam Kamel (Foto aus den 1980ern)

Saddam Kamel Hasan al-Madschid (arabisch صدام كامل حسن المجيد, DMG Saddām Kāmil Ḥasan al-Maǧīd; * 1. Juni 1960; † 23. Februar 1996) war der Schwiegersohn und der Cousin ersten Grades des ehemaligen irakischen Diktators Saddam Hussein und mit dessen Tochter Rana verheiratet. Er war auch ein Teilzeit-Schauspieler.

## Leben
Er war mit Rana Hussein verheiratet und war der Bruder von Hussein Kamel al-Madschid (der ebenfalls mit einer Tochter Saddams, Raghad Hussein, verheiratet war), er war eine Zeit lang Chef der Republikanischen Garde und gehörte zum engsten Kreis der herrschenden Elite des Saddam-Regimes. Aufgrund seiner großen Ähnlichkeit mit dem irakischen Staatschef spielte er die Rolle des Saddam Hussein in dem Film Die langen Tage, einem irakischen Propagandafilm von 1980 über das frühe Leben und den Aufstieg Saddam Husseins zur Macht, an dem auch der James-Bond-Regisseur Terence Young mitwirkte.
In den 1980er Jahren kam es zu einem Machtkampf zwischen Saddam Kamel und Hussein Kamel mit Saddams Söhnen Udai und Qusai. Saddam Kamel wurde 1986 zugunsten des Sohnes von Qusai Hussein aus seinem Amt als Führer der Republikanischen Garde entfernt. 1995 verließ er zusammen mit seinem Bruder Hussein Kamel und den Ehefrauen der beiden den Irak und flüchtete über die Grenze nach Jordanien, nachdem der Machtkampf eskaliert war. Im Exil arbeiteten die Brüder mit der CIA und UN-Waffeninspekteuren zusammen und sprachen sich gegen das Regime von Saddam aus. Es gab jedoch wenig Interesse vonseiten der irakischen Opposition, mit dem belasteten Saddam Kamel zusammenzuarbeiten. Hussein Kamel schrieb bald einen Brief an Saddam Hussein, mit der Bitte um Vergebung und die Erlaubnis zur Rückkehr in den Irak.
1996 kehrten sie in den Irak zurück und glaubten Saddams Zusicherungen, dass sie für ihre Taten begnadigt worden seien, der vorgab, ihnen vergeben zu haben. Nach ihrer Rückkehr wurde ihr Haus allerdings von einer Gruppe bewaffneter Männer angegriffen, wobei sich Udai, Qusai und Ali Hasan al-Madschid unter den Angreifern befunden haben sollen. Saddam Kamel und sein Bruder kamen bei dem folgenden Schusswechsel ums Leben, wobei die Sicherheitskräfte nicht eingriffen. Offiziell handelte es sich um eine Familienfehde, wobei Saddam möglicherweise die Hinrichtungen der beiden Verräter als Familienstreit tarnen wollte.